# Amblyopone aberrans
Amblyopone aberrans es una especie de hormiga de la subfamilia Amblyoponinae. Es endémica de Australia. La especie fue descrita por Wheeler en 1927.